# M. W. Sophar
Moritz Wilhelm Sophar (Autorenname: M. W. Sophar) (* 6. November 1852 in Celle, Königreich Hannover; † 16. Januar 1925 in Wiesbaden) war ein deutscher Kriminalschriftsteller und Übersetzer.

## Leben
Der jüdische Lehrer Dr. W. J. Sophar (1806–1883) und Henriette Sophar, geborene Cohen (1817–1880) waren wahrscheinlich die Eltern.
Moritz Wilhelm Sophar lebte seit spätestens 1887 in Berlin. Er hatte dort angeblich einen  Verlag für Romane und Novellen, für den er unter anderem mit Bertha von Suttner korrespondierte. 1900 wurde er Vorstandsmitglied des neuen Allgemeinen Schriftstellervereins.
1908 zog M. W. Sophar nach Wiesbaden, wo er 1925 starb.
Moritz Wilhelm Sophar war mit Julie Fleck (1850–1930) verheiratet. Die Tochter Thea Henriette Theiner (1897–1943) war Kindergärtnerin in Berlin und Königsberg und starb im KZ Auschwitz.

## Publikationen
M. W. Sophar schrieb Kriminalromane und übersetzte Romane aus dem Englischen.
Autor
- War ich es ...? Kriminal-Roman, Rudolph'sche Verlagsbuchhandlung Dresden [1920]
- Dunkle Taten, Detectiv-Roman, Rudolph'sche Verlagsbuchhandlung Dresden, Dresden, 1924, Neudruck 2016
- Schuldig – ohne Wissen?, Kriminalroman, Ehrlich Berlin 1924
- Der Mann ohne Gedächtnis,  Kriminalroman, Enßlin & Laiblin Reutlingen, [19]28
- Die Millionen-Erbin, 1929

Übersetzer
- Archibald Eyre: Sie soll ihn erziehen, Humoristischer Roman, Hillger, Berlin, Leipzig [1909]
- Violet Tweedale: Die Pforten der Liebe, Roman, Hillger, Berlin, Leipzig [1912]
- Lucas Cleeve: Der Roman eines andern,  humoristischer Roman, Neudruck 2018
- Fred M White: Über ihre Kraft, Roman, K. Ehrlich, [Theod. Thomas, Leipzig] [1925]
- Artur Applin: Das Perlenhalsband, Kriminalroman, Enßlin & Laiblin, Reutlingen [19]28
- Henry Jacques: Ertrunken, Kriminalroman, Enßlin & Laiblin, Reutlingen [19]28